# Pilciao
Pilciao es un paraje ubicado al sur de Andalgalá, Catamarca, Argentina, actualmente deshabitado. 
Fue comprado en 1860 por Samuel Fisher Lafone, cuando era un extenso bosque de algarrobos y lo destinó a la explotación minera. 
Los minerales eran acarreados por mulas desde las Minas Capillitas, más de 50km sierra abajo, hasta el nuevo asentamiento. El agua había que obtenerla de pozos muy profundos. Y para acceder a los puertos de embarque, ya que todavía la red ferroviaria argentina, estaba desarrollándose, las barras del mineral obtenido, partían semanalmente en caravanas de carros, o sobre mulas, las más livianas, hacia su destino final en Rosario.  

«Pilciao se halla situado en el medio de un dilatado bosque al pie de las montañas del Ambato.
Es extraordinariamente curioso el efecto sorprendente que produce esta grande y progresista industria emergiendo en el corazón de esos bosques primitivos. Nunca olvidaré aquella visita. La noche había caído ya cuando llegamos, pero los hornos ardían y bramaban; los herreros y carpinteros estaban en completa actividad. Una tropilla de mulas, con el mineral de cobre recién llegado de las minas estaba siendo descargada. Todo era energía y ejemplo de alegre actividad industrial. Don Samuel durante ocho años ha estado a cargo de esa propiedad de su familia en Catamarca, que cuenta con una completa y extensa instalación de fundiciones, cuyos seis o siete hornos trabajando constantemente, producen alrededor de sesenta toneladas de cobre por mes. En esa mina se emplean de quinientas a seiscientas personas y se enseña a los jóvenes muchos oficios útiles: carpintero, albañil, ladrillero, herrero, etc.»
H.C. Ross Johnson , 1868

## El ingenio
A fines de 1860 Samuel Alejandro Lafone y Quevedo, trasladó el ingenio de la mina Restauradora, situada a 3280 m en la sierra del Aconquija, a un árido paraje que había comprado su padre, 25 km al sur del fuerte de Andalgalá, al que devolvió el antiguo nombre de Pilciao.

En el núcleo central del ingenio, dominando el entorno junto a la iglesia y la escuela se encontraba la casona principal de Pilciao. Esta era un enorme edificio, de una sola planta con gruesas paredes de adobe y un sinnúmero de habitaciones, galerías y patios conectados entre sí. Sus techos estaban armados con tirantes de algarrobo cubiertos con paja y barro. Lafone y Quevedo tenía allí tres piezas de uso personal, cuyas paredes se encontraban llenas de libros, invadidos por el polvo cada vez que soplaba el temible viento Zonda, allí estudiaba y su secretario escribía bajo su dirección. Dormía en una pieza sencilla con el colchón puesto sobre una tabla de algarrobo

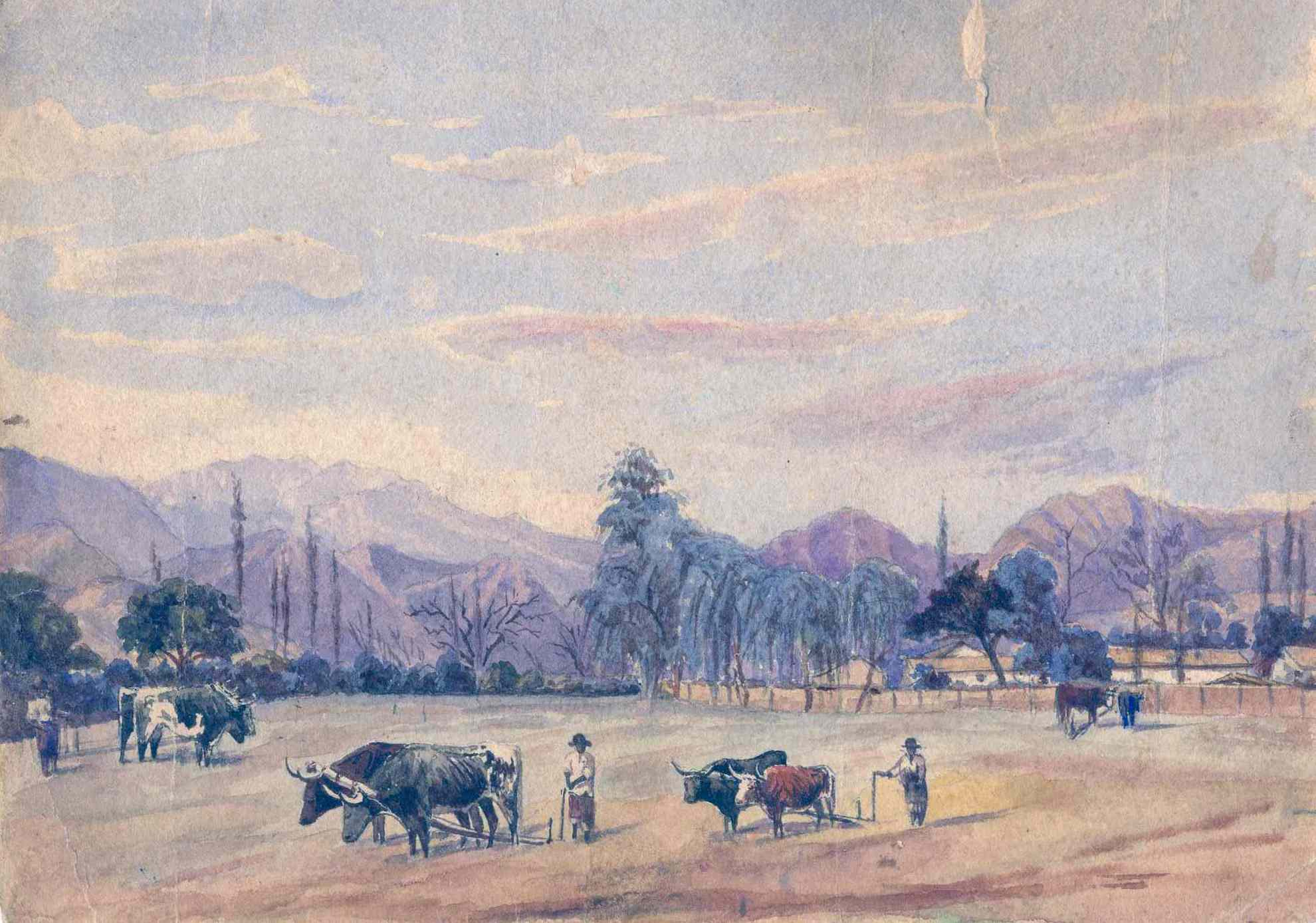
Al pie del nevado del Aconquija - acuarela Joel Blamey - 1914

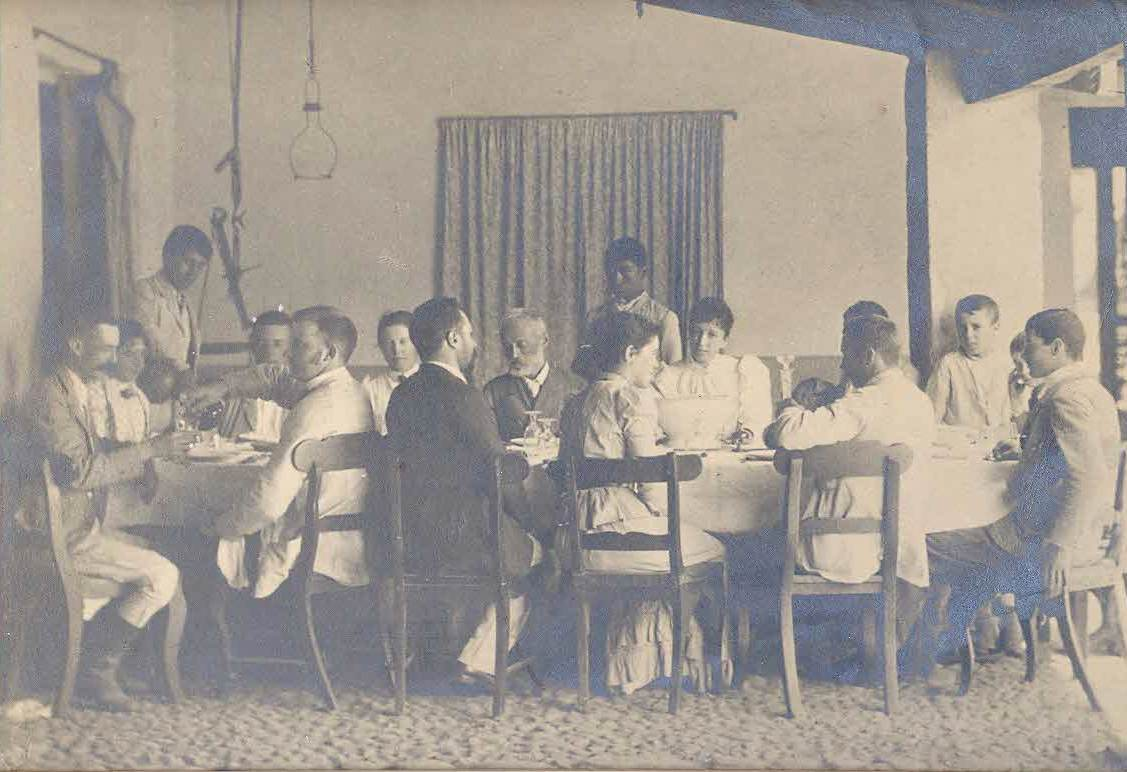
Familia Lafone Blamey almorzando en Pilciao - Circa 1868

A su alrededor estaban por un lado las instalaciones del ingenio, con la tienda de ramos generales, los talleres de carpintería, herrería, curtiembre, pinturería y otras necesarias para la vida de sus habitantes, y por el lado opuesto estaban las casas de los obreros y sus familias.
Lafone y Quevedo era una influencia realmente benéfica para todo el pueblo, cuyo progreso intelectual y religioso era lo que más le interesaba en la vida. Junto a Richard Blamey, su esposa Julia Lafone y a su otra hermana Mariquita, (excepcionalmente inteligente y de temperamento artístico) cuidaban la peonada y sus familias como si fueran propias y eran respetados y queridos por todos.

La vida allí despertó lentamente en él su amor por el estudio de los Pueblos originarios y sus idiomas, conversaba con todos los ancianos que recordaban costumbres y frases Quechuas, en especial con ña Micaela, ña Asunción y ña Úrsula
Ricardo Q. Blamey Lafone

## La escuela y la capilla
En Pilciao, Lafone y Quevedo organizó junto con dos profesores normales una escuela modelo, con amplias aulas. Esta escuela, que carecía de ayuda estatal, fue un inicio fundamental para la vida profesional de sacerdotes, médicos, diputados, maestros, contadores, hombres de letras y músicos de Catamarca.
De entre ellos, Pedro Ignacio Cabrera expresó lo siguiente: «Don Samuel se entregaba íntegramente a enseñar. Supo despertar el interés y hasta el entusiasmo por el estudio, aplicando sus métodos británicos en concordancia con los del Ratio Studiorum de los jesuitas. Ayudaba financieramente a quienes deseaban pasar a estudios superiores, no existió obstáculo posible a su decisión de hacer el bien. Su casa, importante archivo y museo, fue también un verdadero conservatorio de música y hasta me animaría a decir, un santuario».
Una capilla grande con gruesos muros de adobe, que sin ser lujosa era imponente, presidía el entorno con un artesonado a la inglesa y un altar mayor, con estatuas iluminadas por un colorido vitral. 

«A esa capilla, los domingos por la mañana iba todo el pueblo, más los invitados importantes que se sentaban ritualmente en sillones de algarrobo, sobre alfombras tejidas por los jóvenes en la escuela, con materiales de hermosos tintes naturales, hilados y teñidos allí.

»Los alumnos que no formaban parte en el ceremonial, hojeaban cuadernos con láminas en colores, que les repartía don Samuel, que luego les leía el Evangelio. Se cantaban canciones generalmente religiosas y para finalizar, él les contaba un cuento clásico de hadas, con palabras y frases adaptadas al ambiente y personajes locales. Estos cuentos deleitaban a todos y es una pena que no se hayan publicado.

«Quizá lo que más llamaba la atención en Pilciao era la educación musical de sus niños. Antes de comer don Samuel los reunía y les enseñaba canciones inglesas, populares entre los músicos de la época victoriana traducidas, al español por él. Recuerdo las frases iniciales de dos de los coros de los oratorios de Mendelssohn “San Paulo”y “Elías”: “Qué buenos son los mensajeros que traen las nuevas de paz” y “No tengas miedo dice el Señor”.También quedan grabadas en mi memoria, las palabras del carillón conocido inglés: ”Three blind Mice”.»
Ricardo Q. Blamey Lafone

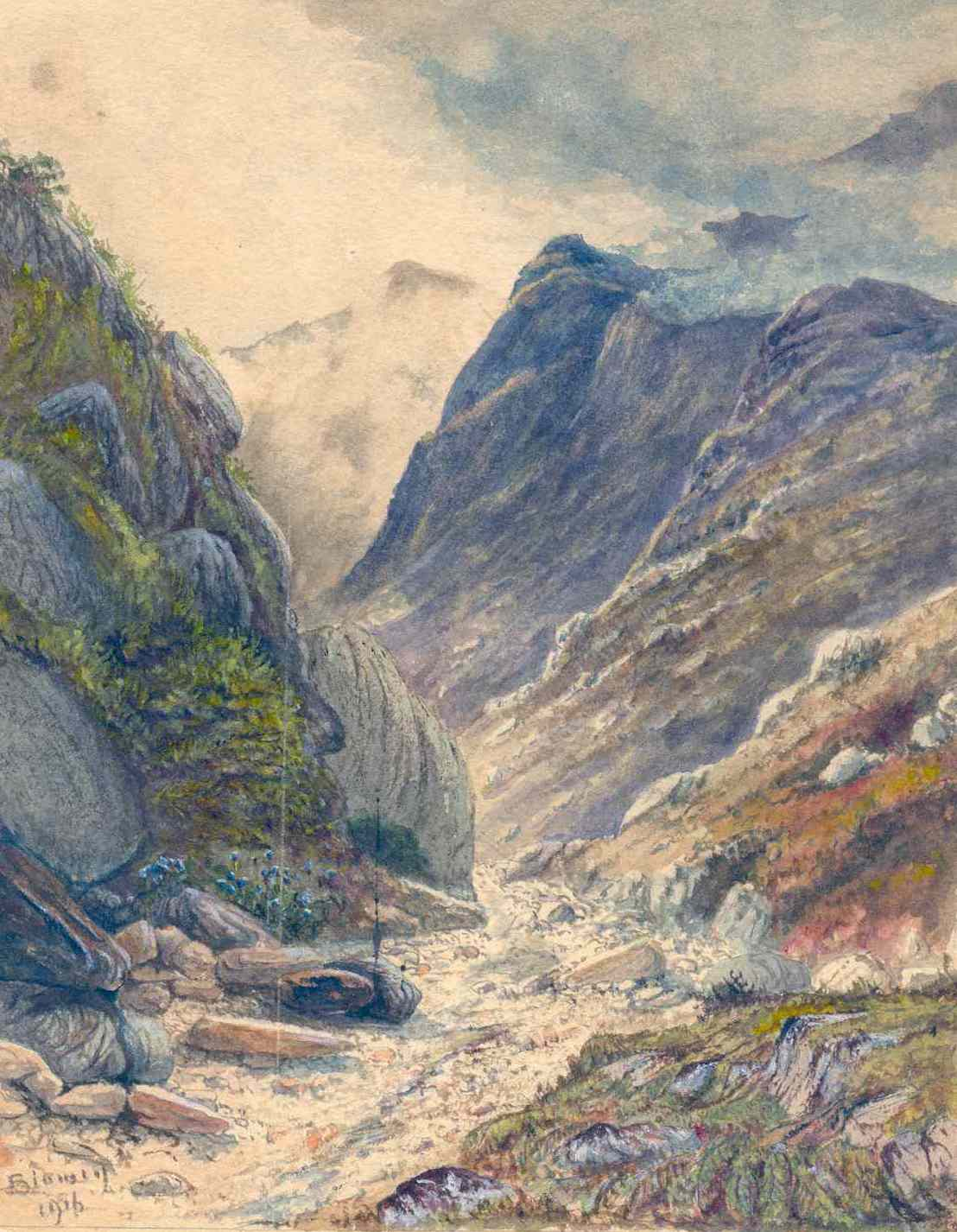
Por las capillitas - acuarela Joel Blamey - 1915

Los padres franceses del Colegio de la Virgen de Lourdes no lo podían creer cuando escucharon al coro de niños cantando en la capilla, el “Nazareth” de Gounod. Mucho tiempo después en Tucumán los ingleses de los ingenios azucareros quedaban atónitos, al escuchar sus cantos tradicionales, ejecutados por viejos peones, antiguos integrantes de ese mismísimo coro.
Don Samuel no se limitaba solo al canto, también les enseñaba el piano y el violín, después de la cena se sentaban en el comedor con él para ejecutar a cuatro manos, en un piano de viaje en dos secciones, que había llegado cargado sobre mulas. Las piezas que más se tocaban eran las partituras completas a cuatro manos de “Don Giovanni”, “Noce de Fígaro” de Mozart y “Rigoletto” de Verdi, y sobre todo las sinfonías de Haydn y las fáciles de Beethoven.
Algunas veces descendía de esas alturas para que los niños ejecutaran la “Sinfonía de los Juguetes” con xilófonos, tambores, triángulos y trompetitas. Su hermana Mariquita y él tenían a su cuidado un dúo de amor con peines cubiertos de papel, el efecto era tan cómico que nunca pudo terminarse por las risas de los ejecutantes y del público.
La gran fiesta de Pilciao era la del Niño Dios a quién don Samuel había dedicado la capilla. En esta ocasión y en otras como las fiestas patrias se repartían empanadas que chorreaban grasa roja con ají y cocinadas en hornos de barro, calentados con rama de retama. Era un manjar digno de los dioses. También era costumbre para las fiestas que el coro y la orquesta viajaran a Andalgalá en carros y a caballo, donde eran esperados con suma alegría.”

## Cierre de Pilciao
En 1890 las circunstancias económicas del momento obligaron a Lafone y Quevedo a ir vendiendo sus propiedades mineras y el ingenio de Pilciao, que en 1902 pasó a pertenecer a la Capillitas Copper Company, firma que resolvió mudarlo a la localidad de Muschaca y construir allí un Cable Carril.
Lafone y Quevedo murió en la Plata el 18 de junio de 1920. El Pilciao que tanto amaba también fue desapareciendo bajo los médanos. La cima de los algarrobos se asoma a través de las arenas, como pequeños arbustos en el desierto.